# راشل وینسنت
راشل وینسنت (انگلیسی: Rachel Vincent؛ زادهٔ ژوئن ۱۹۷۸) یک رمان‌نویس اهل ایالات متحده آمریکا است.